# Benjamin Butler
Benjamin Franklin Butler (Deerfield, 5 november 1818 – Washington, 11 januari 1893) was een generaal-majoor in het Noordelijke leger, politicus, advocaat  en zakenman uit Massachusetts. Hij werd geboren in New Hampshire en opgevoed in Lowell Massachusetts. Butler was voornamelijk bekend als generaal tijdens de Amerikaanse Burgeroorlog en voor zijn rol in de impeachment tegen president Andrew Johnson. Hij was een kleurrijk en vaak controversieel politiek figuur. Na verschillende pogingen werd hij gouverneur van Massachusetts in 1883.
Bulter, een succesvolle advocaat, was verbonden aan de Massachusetts General Court. Hij was een democraat die tegen oorlog was en diende als officier in de militie van Massachusetts. In het begin van de Amerikaanse Burgeroorlog nam hij dienst in het Noordelijke leger. Hij viel op door zijn gebrek aan militaire ervaring en zijn controversieel bestuur van New Orleans. Waardoor zijn reputatie in het Zuiden nog verslechterde. Hij lag mee aan de basis om gevluchte slaven als contrabande of smokkelwaar aan te slaan. Dit zou de emancipatie van de slaven en het einde van slavernij als officiële oorlogsdoeleinden in het Noorden versnellen. Zijn commando's werden ontsierd door financiële en logistieke transacties over de vijandelijke linies, waarvan sommige waarschijnlijk plaatsvonden met zijn medeweten en in zijn financieel voordeel.
Butler werd ontslagen uit het leger na zijn mislukkingen tijdens de Eerste Slag om Fort Fisher in 1864. Enkele jaren later werd hij verkozen in het Huis van afgevaardigden voor Massachusetts. Als radicale republikein was hij sterk gekant tegen de naoorlogse reconstructieplannen van president Johnson. Bulter speelde een cruciale rol in de poging tot  impeachment tegen president Andrew Johnson. Als voorzitter van het comité voor de reconstructie was hij auteur van de Ku Klux Klan Act of 1871 en de mede-auteur van de Civil Rights Act of 1875.
In Massachusetts botste het regelmatig tussen Butler en meer conservatieve elementen binnen de Republikeinen. Hierdoor liep hij verschillende nominaties mis tussen 1858 en 1880 om gouverneur te worden van zijn thuisstaat. Hij liep opnieuw over naar de Democraten en kon in 1882 toch nog de verkiezingen winnen voor het gouverneurschap. In 1884 deed hij een gooi naar het presidentschap.

## Vroege jaren
Benjamin Franklin Bulter werd geboren in Deerfield New Hampshire op 5 november 1818 als zesde en jongste kind van John Butler en Charlotte Ellison Butler. Zijn vader diende onder generaal Andrew Jackson in de Slag bij New Orleans tijdens de Oorlog van 1812. Kort na de geboorte van Benjamin stierf zijn vader aan de gevolgen van Gele koorts toen hij als kaapvaarder werkzaam was in West-Indië. Benjamin werd vernoemd naar een van de Founding Fathers van de Verenigde Staten, namelijk Benjamin Franklin. Zijn oudere broer, Andrew Jackson Butler (1815-1864) diende als kolonel in het Noordelijke leger tijdens de Amerikaanse Burgeroorlog. Zijn moeder was een overtuigde baptist die Benjamin aanmoedigde om de Bijbel te lezen. Zij had graag gezien dat hij dominee zou worden. In 1827, toen Benjamin negen jaar oud was, kreeg hij een studiebeurs voor de Phillips Exeter Academy waar hij één semester verbleef. Hij werd getypeerd als roekeloos, onstuimig en koppig en een jongen die regelmatig in gevechten betrokken was.
In 1828 verhuisden de Butlers naar Lowell in Massachusetts. Daar opende ze een pension voor arbeiders van de nabijgelegen textielfabrieken. Benjamin volgde les in de publieke school. Hij werd bijna van school gestuurd na een vechtpartij. De director beschreef hem als iemand die ‘moeilijk aan te sturen was’. Het was de wens van zijn moeder dat Benjamin dominee zou worden. Daarom volgde hij lessen aan Wateville College (nu Colby College) in voorbereiding op deze studies. In 1836 wou Butler echter een militaire carrière uitbouwen en schreef een brief om toegelaten te worden tot West Point.  Hij werd echter niet toegelaten. Hij studeerde verder in Waterville waar hij zijn retorische vaardigheden aanscherpte. Hij kreeg ook interesse in de politiek en voornamelijk in de Democratische standpunten. Hij voltooide zijn studies in augustus 1838. Butler keerde terug naar Lowell waar hij aan de slag ging als klerk bij een lokale advocaat. In 1840 werd hij toegelaten tot balie van Massachusetts en startte zijn eigen kantoor.
Na een lange verkering huwde Butler met Sarah Hildreth op 16 mei 1844. Ze was een actrice en dochter van dokter Israel Hildreth uit Lowell. Ze zouden samen vier kinderen krijgen. Paul (1845-1850), Blanche (1847-1939), Paul (1852-1918) en Ben-Israel (1855-1881). De Zakenpartners van Butler waren Sarahs broer, Fisher en haar schoonbroer W.P. Webster. In 1844 werd Butler verkozen tot lid van de American Philosophical Society.

## Vroege zakencarrière
Bulter kreeg al snel een reputatie als een hardnekkige strafrechtadvocaat die iedere opportuniteit gebruikte om zijn tegenstanders te slim af te zijn. Hij specialiseerde zich ook in wetgeving rond faillissementen. Ook in de media werden zijn zaken regelmatig beschreven zodat hij zijn advocatenkantoor kon uitbreidden naar Boston.
Dankzij zijn successen als advocaat kon hij de Middlesex Mill Company kopen in Lowell. Hoewel hij meestal werknemers vertegenwoordigde, had hij ook goede contacten met bedrijfseigenaars. Dit zou in zijn latere politieke carrière een belangrijke rol spelen. Hij kwam in de nationale belangstelling te staan als voorstander van achturige werkdag voor werknemers. Van stakingen om dit te bekomen wou hij niets weten. Hij voerde in zijn eigen Middlesex Mills de tienurige werkdag in.

## Begin van zijn politieke loopbaan
Tijdens de debatten omtrent de tienurige werkdag werd in de Whig Partykrant van Lowell gesuggereerd dat Butlers vader opgehangen werd wegens piraterij. Butler klaagde de krant aan wegens laster en eerroof. De redacteur werd veroordeeld tot een boete van 50 dollar. De verantwoordelijke uitgever werd vrijgesproken door een procedurefout. Butler gaf hiervoor de schuld aan de Whig-rechter Ebeneze Rockwood Hoar. Dit zou uitgroeien tot een vete tussen beide heren voor de komende decennia en zou een blijvende invloed zijn op de reputatie van Butler in zijn thuisstaat.
Butlers, als democraat, was een voorstaander van het Compromis van 1850 en sprak zich regelmatig uit tegen de afschaffing van de slavernij. In zijn thuisstaat steunde hij een coalitie van democraten en de Free Soil Party waardoor George S. Boutwell tot gouverneur verkozen werd in 1851. Hierdoor kreeg Butler zelf genoeg steun om verkozen te worden tot het Massachusetts House of Representatives in 1852.  Het volgende jaar zou ijn steun voor Franklin Pierce voor de presidentsverkiezingen hem zijn zitje kosten. In 1853 zetelde hij in de Massaschusetts Constitutional Convention dankzij sterke katholieke ondersteuning. In 1858 veroverde hij een zetel  in de senaat. Butler werd genomineerd voor het gouverneurschap in  1859  met een programma pro-slavernij en verloor nipt aan de zittende republikeinse gouverneur Nathaniel P. Banks.
Tijdens de Democratische conventie van 1860 in Charleston, South Carolina steunde Butler aanvankelijk John C. Brekinridge als kandidaat voor de presidentsverkiezingen. Hij veranderde zijn steun echter ten voordele van Jefferson Davis omdat hij hoopte dat deze zuiderling de partij zou samen houden.

## De Amerikaanse Burgeroorlog
Hoewel Butler sympathiseerde met de Zuiden zei hij:” ik was altijd een vriend van de Zuidelijke rechten (rights), maar ik ben een vijand van hun verkeerde standpunten (wrongs). Daarom nam hij dienst in het Noordelijke leger. Voor de burgeroorlog had Butler als soldaat gediend in de militie van Lowell in 1840. Hij zou uiteindelijk kolonel worden van een regiment die voornamelijk uit Amerikanen van Ierse afkomst  bestond. In 1855 werd de militie ontbonden door gouverneur Henry J. Gardner. Toen de militie opnieuw opgericht werd, kreeg Butler de rang van brigadegeneraal. In 1857 benoemde minister van oorlog Jefferson Davis hem tot de raad van bestuur van West Point. Deze functies gaven Butler geen extra militaire bagage mee.

### 1860
Na de verkiezingsoverwinning van Abraham Lincoln in november 1860 reisde Butler af naar Washington D.C.. Toen een delegatie uit South Carolina, die zich wou afscheuren van de unie, arriveerde; stelde Butler voor aan president James Buchanan om de delegatieleden te arresteren voor verraad. Buchanan volgde dit voorstel niet. Butler ontmoette ook nog Jefferson Davis die hem over zijn Zuidelijke sympathieën vertelde. Een ontgoochelde Butler keerde terug naar zijn thuisstaat Massachusetts. Hij waarschuwde gouverneur John A. Andrew dat er onvermijdelijk vijandelijkheden zouden uitbreken en dat de militie van de staat diende gemobiliseerd te worden. Ondertussen kon hij een lucratief contract afsluiten met de staat om stoffen te leveren aan de militie via zijn fabrieken. Deze contracten zouden zeer lucratief blijven tijdens het conflict.

### Pogingen om een militaire functie te kunnen uitoefenen
Butler probeerde een militaire benoeming te bekomen indien de militie zou ingezet worden in de komende strijd. Hij bood zijn diensten aan in maart 1861 aan gouverneur Andrew. Toen de mobilisatiebevelen uitgevaardigd werden in april, diende Massachusetts in eerste instantie slechts drie regimenten te leveren. Toch slaagde Butler erin om hierbij ook een brigadegeneraal te laten benoemen. Hij stuurde een telegram naar zijn kennis, de minister van oorlog Simon Cameron, met de vraag om aan Massachusetts eveneens een brigadegeneraal en bijhorende stafofficieren te vorderen. Cameron ging hierop in. Daarna sprak Butler zijn zakencontacten in de bankwereld aan om alle leningen voor de militie op zijn naam te laten zetten. Ondanks de poging van de gouverneur om Ebener W. Peirce te benoemen tot brigadegeneraal, stonden de banken erop om Butler aan te stellen. Hij werd naar het zuiden gestuurd om de bevoorradingsroutes naar Washington D. C. te beveiligen.
  De hoofdstad van de unie kon geïsoleerd geraken van de andere bevriende staten omdat Maryland, een slavenstaat, op dit moment nog geen kant gekozen had.

### 1861: Operaties in Baltimore en Virginia

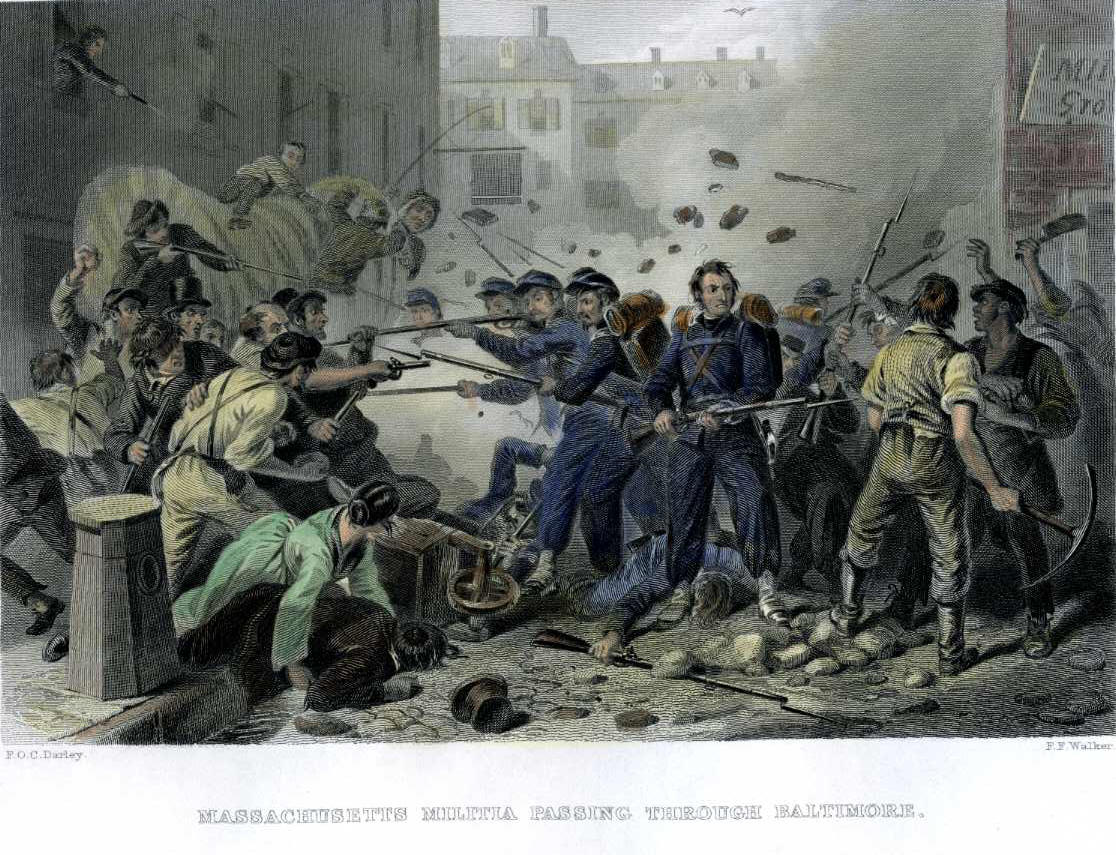
Gravure over de Pratt Street-oproer in april 1861

Er werden twee regimenten uit Massachusetts naar Maryland gestuurd. De 6th Regiment Massachusetts Volunteer Militia vertrok op 6 april 1861 en kwam in de Pratt Street-oproer terecht op 19 april in Baltimore. De volgende dag vertrok Butler met de 8th Regiment Massachusetts Volunteer Militia uit Philadelphia toen het nieuws bekend raakte dat verschillende spoorwegen rond Baltimore onderbroken waren. Butler en het 8th regiment reisden per trein en boot naar Annapolis, de hoofdstad van Maryland. Gouverneur Thomas H. Hicks probeerde Butler te overtuigen om niet in Annapolis aan land te gaan. Butler liet zijn troepen toch aan land gaan omdat ze eten en drinken nodig hadden. Ze namen hun intrek in de Naval Academy. Toen Hicks Butler vertelde dat niemand voorraden aan zijn troepen zou verkopen, antwoordde Butler dat soldaten niet noodzakelijk dienden te betalen voor voorraden en dat hij alle middelen zou toepassen om de orde te handhaven.
Nadat Butler de 7th New York Militia als versterking had gekregen, herstelde hij de spoorwegen tussen Annapolis en Washington via Annapolis Junction op 27 april. Hij dreigde de parlementsleden van Maryland met arrestatie indien ze voor de afscheiding zouden stemmen en nam uiteindelijk het Great Seal of Maryland in beslag. Deze acties konden op de steun en goedkeuring rekenen van generaal Winfield Scott. Butler kreeg het formele bevel om de communicatie-en bevoorradingslijnen in Maryland te bewaken en open te houden. Begin mei kreeg Butler de opdracht van Scott om Baltimore te bezetten. Op 13 mei arriveerde Butler in Baltimore met 1000 soldaten en artillerie en bezette de stad zonder enige tegenstand. Scott had hem echter opgedragen om met vier verschillende kolonnes de stad te benaderen via land en zee. Hoewel Butler de stad kon innemen, had Scott toch kritiek op de eigengereide aanpak van Butler. Hij werd terug geroepen naar Washington. Kort daarna ontving Butler als een van de eersten de rang van generaal-majoor van de vrijwilligers. Zijn acties in Maryland kregen aandacht in beide kampen. De Zuidelijke pers was doorgaans negatief en verzon verhalen over het leven van Butler.

### Fort Monroe, Virginia

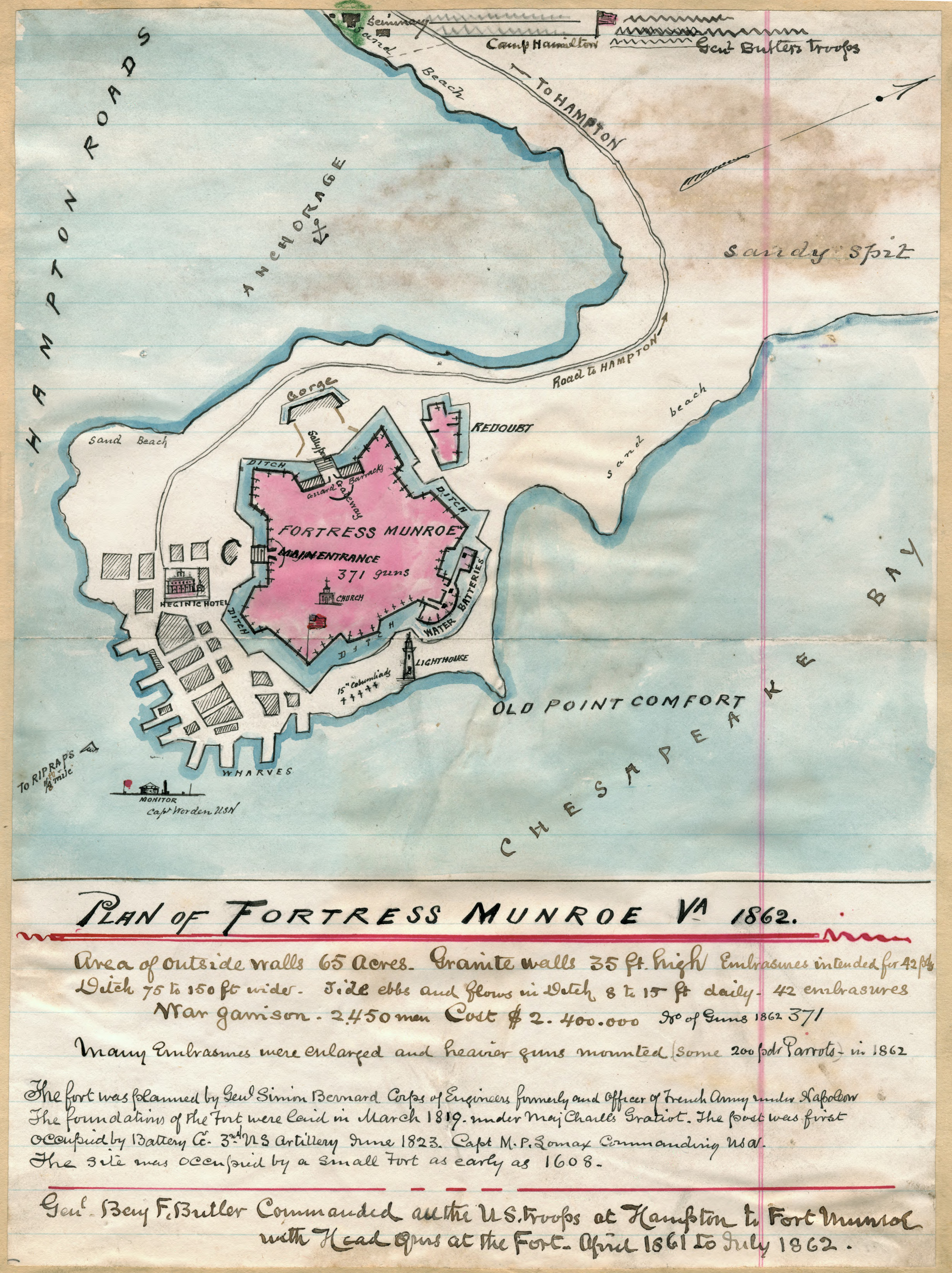
Kaart van Fort Monroe in 1862

Twee Massachusettsregimenten werden te voet naar Maryland gestuurd. Er werden twee extra regimenten gestuurd onder leiding van Butler via de zee. Hun opdracht was om Fort Monroe, aan de monding van de James te beveiligen. Butler kreeg het bevel over het fort en het Departement of Virginia na zijn aanvaring met Winfield Scott. Op 27 mei stuurde Butler een eenheid naar Newport News Virginia. Dit stadje lag 13 km ten noorden van Fort Monroe en was een ideale aanmeerplaats voor de Noordelijke marine. De Noordelijke eenheid bouwde een versterkt kamp (kamp Butler) en richtte een artilleriebatterij in op Newport News Point. Zo werd de ingang tot de James River Ship kanaal en de monding van de Nansemong beveiligd. Butler liet eveneens kamp Hamilton uitbreiden in het nabijgelegen stadje Hampton.
De Noordelijke bezetting van Fort Monroe werd door de Zuidelijke generaal Robert E. Lee gezien als een bedreiging voor de Zuidelijke hoofdstad Richmond. Daarom begon Lee met het versterken van de Virginia Peninsula. Terwijl de Zuidelijke generaal John B. Magruder wachtte op versterkingen en voorraden, bouwde hij versterkte buitenposten uit bij Big en Little Bethel op ongeveer 13 km van Butlers kamp bij Newport News. Magruder hoopte dat deze buitenposten als lokaas zouden dienen om Butler tot een aanval te doen overgaan. Butler hapte toe en leed een vernederende nederlaag bij Big Bethel op 10 juni 1861. Butlers plan was om een nachtelijke aanval uit te voeren op de Zuidelijke stellingen. De eerste fout was dat hij de aanval zelf niet aanvoerde. De tweede fout was dat zijn plan te ingewikkeld was voor zijn onervaren en ongetrainde soldaten. De nachtelijke aanval liep al van bij het begin mis door de manke communicatie van de staf om de juiste wachtwoorden te verspreiden onder de troepen. Daar kwam nog bij dat een vriendelijk vuurincident de Noordelijke aanvalsposities verraadde en dat er geen voorafgaande verkenning uitgevoerd was omtrent de Zuidelijke stellingen en hun sterkte. Generaal Ebenezer W. Peirce, die uiteindelijk de aanval leidde, kreeg bakken kritiek te verwerken na de mislukte operatie. Na deze confrontatie werden verschillende eenheden naar elders gestuurd. Butler moest zijn kamp bij Hampton opgeven. Newport News kon hij wel behouden. Over Butlers militaire benoeming, die door het congres moest worden goedgekeurd, werd fel gedebatteerd. Zijn benoeming werd nipt goedgekeurd op 21 juli. Dus op dezelfde dag van de Eerste Slag bij Bull Run. Na de Noordelijke nederlaag bij Bull Run, had Scott het excuus om Butlers eenheden tot een minimum te beperken zodat Butler geen offensieve mogelijkheden meer had.

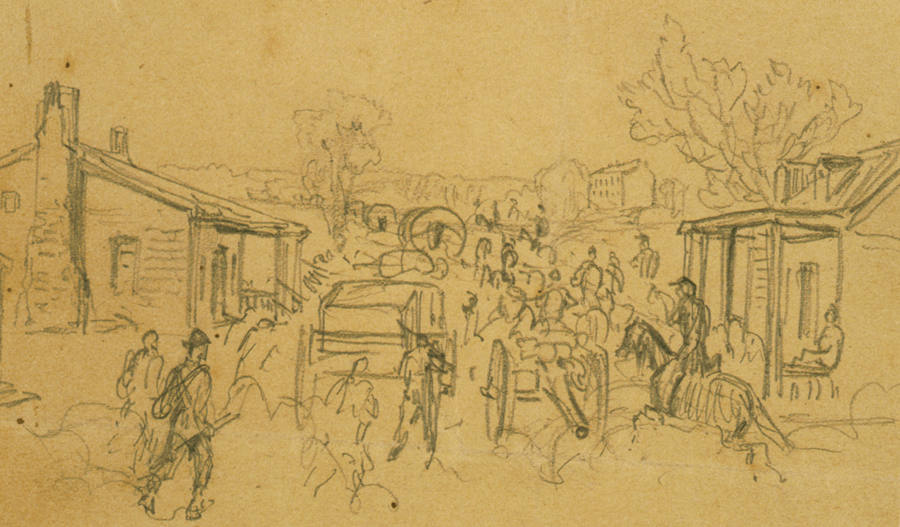
Tekening van Alfred Waud tijdens de Slag bij Big Bethel

In augustus leidde Butler een invasiemacht, in samenwerking met de Noordelijke marine, die de forten Hatteras en Clark in North Carolina zou veroveren. Dit was de eerste Noordelijke overwinning na Bull Run. Butler werd gevierd in Washington en gefeliciteerd door president Lincoln. Daarna kreeg Butler de opdracht om nieuwe eenheden te rekruteren in Massachusetts. dit gaf de aanleiding tot een machtsstrijd met gouverneur Andrew. Andrew wou zijn eigen officieren benoemen en weigerde de aanstelling van Butlers broer en enkele ander persoonlijke vrienden van Butler.  Door deze onenigheid kon Butler niet op tijd terugkeren naar Virginia. In november werd hij naar Louisiana gestuurd.
Terwijl Bulter in Fort Monroe was, weigerde hij om gevluchte slaven terug te sturen. Hij argumenteerde dat de eigenaars in Virginia slaven als persoonlijke eigendom zagen. Virginia kon geen beroep meer doen via de Fugitive Slave Law of 1850 omdat ze geen deel meer uitmaakten van de Unie. Bovendien, zei hij, werden slaven gebruikt om fortificaties te bouwen en konden dus beschouwd worden als contrabande of smokkelwaar indien ze in Noordelijke handen vielen. Smokkelwaar kon geconfisqueerd worden. Dit zou tijdens het conflict een standaard praktijk worden om gevluchte slaven te beschermen.

### New Orleans
Butler voerde de eerste Noordelijke expeditie aan naar Ship Island voor de kust van Mississippi in de Golf van Mexico in december 1861. In mei 1862 kon hij New Orleans innemen na de succesvolle Slag om Forten Jackson en St. Philip. Als militair gouverneur van de stad toonde hij zijn organisatietalenten. Hij voerde een plan in om de armen te helpen, nam alle wapens in beslag en voerde een systeem in van persoonlijke eden en borgstellingen om de zaken gedaan te krijgen.

#### Gezondheidszorg
In een normaal jaar was het niet ongewoon dat tot 10 procent van de inwoners van New Orleans stierf aan gele koorts. Om dit tegen te gaan voerde Butler een strikte quarantaine in en een doorgedreven afvalbeheer. Dit resulteerde in slecht twee geregistreerde gevallen in 1862.

#### Moeilijkheden in het dagelijks bestuur
Veel andere beslissingen waren minder populair. De meest beruchte was Butler's General Order No. 28 van 15 mei 1862. Daarin stond dat iedere vrouw die een Noordelijke soldaat of officier beledigde, zou worden beschouwd als een ‘vrouw die haar diensten aanbood’ (prostitué). Dit was een reactie op de wijdverspreide aanvallen op Noordelijke soldaten. Dit kon de vorm aannemen van verbale agressie tot het leegmaken van pispotten op voorbij lopende soldaten, zoals bij Admiraal David Farragut het geval was.
Er was geen inherente seksuele connotatie in dit order. Volgens de sociale normen van die tijd diende een vrouw met de nodige respect behandeld te worden. Omdat de vrouwen in New Orleans zich verlaagden tot ongepast gedrag ten opzichte van de soldaten, werden deze sociale normen als nietig beschouwd en mochten de soldaten de vrouwen verbaal of fysiek van een gepast antwoord dienen. Dit order had onmiddellijk het gewenste effect, maar zou tot veel ongenoegen en protest leidden in de Zuidelijke staten en zelfs tot in Frankrijk en Engeland.

#### In beslag name van katoen
Kort na het in voege treden van de Confiscation Act of 1862 in september van dat jaar, maakte Butler er handig gebruik van om zoveel mogelijk katoen in beslag te nemen. In de wet stond dat het eigendom van iedereen die het Zuiden hielp, kon geconfisqueerd worden. Een eerste stap was om 4.000 personen te verbannen uit de stad die geen eed van trouw hadden afgelegd. Hun eigendom werd in beslag genomen en verkocht tegen dumpingprijzen op veilingen. Butlers broer Andrew was meestal de grootste opkoper van de goederen. De volgende stap was om zoveel mogelijk katoen in beslag te nemen in het omliggende platteland bij onbetrouwbare elementen. Ook dit werd via dezelfde veilingen verkocht waardoor Bulter en zijn familie veel goedkoop katoen kon ‘aankopen’. Hij breidde deze lucratieve handel uit naar alle parochies in Louisiana.

#### Kranten en censuur
Ook de lokale kranten ontsnapten niet aan Butlers invloed. Hij stelde een algemene censuur in van alle lokale kranten. Toen William Seymour, de redacteur van de New-Orleans Commercial Bulletin, aan Butler vroeg wat er zou gebeuren indien de censuur genegeerd werd, antwoordde Butler dat " Ik de militaire gouverneur ben en dus het hoogste gezag in de stad. Je kan mijn bevel dus niet negeren, meneer. Zowaar God mijn getuige is, hij die tegen mij zondigt, zondigt tegen de Heilige Geest." Toen Seymour een gunstige in memoriam publiceerde van zijn vader, toen die gesneuveld was in Virginia, liet Butler de krant opdoeken. Seymour werd drie maanden gevangen gezet.
Butler liet ook de The Picayune opdoeken toen er in die krant een opiniestuk werd gepubliceerd die Butler als een persoonlijke aanval ervaarde. De meeste kranten zouden enige tijd later opnieuw kunnen uitgegeven worden, maar werden zo nauwgezet gecontroleerd dat ze al snel veel lezers zouden verliezen.

#### Executie van William Mumford
Op 7 juni 1862 gaf Butler het order om William B. Mumford te executeren omdat hij de Vlag van de Verenigde Staten neergehaald had die admiraal Farragut op  de New Orleans Mint had geplaatst. Voor de excecutie zou uitgevoerd worden, kreeg Mumford nog het recht van spreken. Mumford verdedigde zijn actie vanuit een diep gevoel van patriotisme voor zijn land. Veel toeschouwers, waaronder de familie van Mumford, hoopten dat Butler hem gratie zou verlenen. Butler weigerde dit, maar gaf wel garanties dat het nodige zou gedaan worden om voor zijn familie te zorgen.  (Butler hield zich aan zijn woord en vereffende de hypotheek op het huis van de weduwe en hielp haar aan werk bij de overheid.)

#### Beleid ten overstaande van buitenlandse vertegenwoordigers
Ook de buitenlandse vertegenwoordigers ontsnapten niet aan Bulters aandacht. Hij liet 800.000 dollar in beslag nemen die bij de Nederlandse consul in bewaring was gegeven. Hij zette de Franse champagnemagnaat Charles Heidsieck achter slot en grendel en zette de Britse George Coppel op non-actief omdat deze zijn medewerking met de Unie weigerde.
De buitenlandminister William Henry Seward stuurde Reverdy Johnson naar New Orleans om de verschillende klachten te onderzoeken. Ook toen president Lincoln het bevel gaf om de scheepsladingen met suiker vrij te geven voor de Europese markt, probeerde Butler dit te voorkomen. Ook de quarantaineregels omtrent de gele koorts bemoeilijkte de buitenlandse handel met de nodige klachten van vrijwel alle buitenlandse vertegenwoordigers tot gevolg.

#### Ontsnapte slaven
Terwijl New Orleans in Noordelijke handen was, arriveerden er weggelopen slaven en slaven van verlaten plantages in groten getale in de stad. Al die vluchtelingen dienden eten te krijgen en gehuisvest worden. Een Noordelijke officier sprak over een groot probleem. De soldaten hadden het ermee moeilijk toen ze zagen dat de weggelopen slaven betere tenten en gelijke rantsoenen krijgen als zijzelf. Brigadegeneraal John W. Phelps trainde zelfs enkele pelotons bestaande uit weggelopen slaven. Butler wist zich niet altijd raad met de grote toestroom. Vele vluchtelingen werden aan het werk gezet als koks, verpleegsters, wasvrouwen en werkkrachten voor allerlei taken.
Op 27 september 1862 riep Butler het eerste regiment met Afro-Amerikanen in het leven, de 1st Louisiana Native Guard. Hij stelde 30 zwarte officieren aan om de soldaten op pelotonsniveau te leiden. Dit was hoogst ongebruikelijk omdat bij andere regimenten de officieren altijd blank waren. Butler schreef: "Ik heb nooit betere soldaten gezien dan hen. Ze leren veel sneller om een musket te gebruiken dan intelligente blanken. Mijn drillofficier kon een regiment van negers veel sneller de subtiliteiten van de kunst van het oorlogsvoeren bijbrengen dan studenten van Harvard of Yale." Dit regiment zou Butler nog goed dienen zoals bij het Beleg van Port Hudson.

#### Butler wordt terug geroepen
Hoewel Butlers aanpak in New Orleans op veel bijval kon rekenen in het Noorden, lagen sommige acties gevoeliger. Vooral door zijn omgang met buitenlandse vertegenwoordigers zag Lincoln zich genoodzaakt om Butler in december 1862 terug te roepen naar Washington. Butler werd vervangen door Nathaniel P. Banks. Uit noodzaak om soms radicale oplossingen te bieden op de problemen en de steun die hij hiervoor kreeg vanuit radicale Republikeinse hoek, zorgden ervoor dat hij van politiek kamp wisselde. Hij sloot zich aan bij de Republikeinse Partij. Zo hoopte hij wraak te kunnen nemen op Seward omdat Butler hem verantwoordelijk achtte voor het feit dat hij terug geroepen werd.

### Army of the James
Door de hoge populariteit van Butler bij de radicale Republikeinen, kon Lincoln het zich niet veroorloven om hem lang aan de zijlijn te laten staan. Lincoln weigerde hem terug te sturen naar New Orleans en dacht eraan om hem een commando langs de Mississippi te geven. Uiteindelijk kreeg Butler in november 1863 het bevel over het Departement of Virginia and North Carolina. Zijn hoofdkwartier lag in Norfolk Virginia. In januari 1864 zou Butler een cruciale rol spelen in het rekruteren van zes regimenten bestaande uit vrijwilligers van Zuidelijke krijgsgevangenen (de zogenaamde Galvanized Yankees) die zouden dienen aan het westelijke front. In mei van hetzelfde jaar werden zijn eenheden ondergebracht in het Army of the James. Op 4 november 1864, toen Butler het bevel voerde over the Army of the James, arriveerde hij met 3.500 soldaten in New York. De minister van oorlog Edwin Stanton had de troepen naar de stad geroepen om eventuele ongeregeldheden op de verkiezingsdag van 8 november te voorkomen. Er werd ook gevreesd dat er Zuidelijke troepen vanuit Canada zouden komen om de stad aan te vallen. Alleen al door de aanwezigheid van Butler en zijn 3.500 soldaten durfden de leiders van de samenzwering om Zuidelijke troepen naar de stad te halen, niets te ondernemen.
De Army of the James bevatte ook enkele regimenten van de Unites States Colored Troops. Deze eenheden vochten mee tijdens de Bermuda Hundred-veldtocht (zie hieronder). Tijdens de Slag bij Chaffin's Farm vochten deze eenheden met grote moed. De 38th USCT versloeg een grotere vijandelijke macht ondanks het moeilijke terrain, intens geweervuur en vele slachtoffers. Butler kende verschillende soldaten van het 38th USCT de Medal of Honor toe. 200 Afro-Amerikaanse soldaten kregen ook een speciale medaille uitgereikt door Butler voor betoonde moed in de strijd. Deze zou later de Butler medaille genoemd worden.

#### Bermuda Hundred-veldtocht
In de lente van 1864 kreeg de Army of the James de opdracht om aan land te gaan bij Bermuda Hundred langs de James ten zuiden van Richmond. Vandaar dienden ze op te rukken naar  Petersburg Virginia. Zo hoopten ze de spoorwegverbinding met Richmond te verbreken en de vijand uit hun eigen hoofdstad te verdrijven. Hoewel generaal Ulysses S. Grant geen voorstander was, kreeg Butler toch de taak toebedeeld.
Bulters eenheden landden op 5 mei 1864. Petersburg was toen zo goed als onverdedigd door de Zuidelijken. Butler aarzelde echter. Zo kregen de Zuidelijken genoeg tijd om versterkingen te sturen onder leiding van P.G.T. Beauregard. Op 13 mei werd Butlers aanval op Richmond afgeslagen. Op 16 mei dreven de Zuidelijken Butlers eenheden terug naar Bermuda Hundred waar ze geen kant meer op konden. Beide partijen groeven zich in. De Noordelijken waren veilig, maar waren machteloos. Zo kon Beauregard een groot deel van zijn eenheden naar Robert E. Lees Army of Northern Virginia sturen te versterking. Ondanks dit fiasco bleef Butler aan het hoofd van het Army of the James.

### Fort Fisher
Hoewel Grant de meeste incompetente en politiek benoemde officieren aan de kant had geschoven, was Butler een ander paar mouwen. Hij was een prominente radicale republikein en werd gezien als mogelijke opvolger van president Lincoln.  Lincoln had zelfs gevraagd aan Bulter om zijn vice-president te worden.
In december 1864 werden eenheden van het Army of the James naar Fort Fisher gestuurd in North Carolina met de opdracht dit fort in te nemen. De eenheden stonden onder bevel van Butler. Butler probeerde eerst een schip volgestouwd met buskruit naar de muren van het fort te brengen om zo een bres in de verdediging te slaan. Dit plan mislukte volledig. Daarop besliste Butler dan het fort onneembaar was. De bevelhebber van de ondersteunende marineschepen, admiraal David Dixon Porter, meldde echter aan Grant dat het fort gemakkelijk kon veroverd worden door een competentere officier.
Deze blunders door Bulter leidde ertoe dat Grant hem terugriep in het begin van 1865. Op dit moment was minister van oorlog Edwin Stanton niet aanwezig in Washington. ref name=Foote73940/> Daarom deed Grant rechtstreeks beroep op Lincoln. Grant zei dat "er geen vertrouwen meer werd gesteld in het militaire kunnen van Butler." In General Order Number 1, ontnam Lincoln Butler van zijn commando over het Department of North Carolina and Virginia. Bulter diende zich aan te melden in zijn thuisstad Lowell in Massachusetts. Grant informeerde Butler over Lincolns besluit op 8 januari 1865. General-majoor Edward O. C. Ord werd aangesteld als bevelhebber van het the Army of the James.
Butler reisde echter naar Washington in plaats van Lowell. Hij zette zijn politieke connecties in om een Joint Congressional Committee on the Conduct of the War af te dwingen in het midden van januari. Tijdens deze hoorzitting focuste Butler zijn verdediging op zijn acties bij Fort Fisher. Hij haalde een reeks kaarten en duplicaten van rapporten van zijn onderbevelhebbers tevoorschijn om de aanval op Fort Fisher af te blazen en het fort als oninneembaar  te bestempelen. Toen werd het nieuws bekend dat  generaal-majoor Alfred H. Terry en brigadegeneraal Adelbert Ames (Butlers toekomstige schoonzoon) het Fort hadden ingenomen op 15 januari. Zijn actieve militaire loopbaan was Hiermee ten einde. Butler bleef nog tot november 1865 zijn rang behouden omdat ze met het idee speelden om hem in te zetten als aanklager van de Zuidelijke president Jefferson Davis.

### Kolonisatie
Butler beweerde dat Lincoln hem enkele dagen voor zijn dood in 1865 had gevraagd om het idee rond de kolonisatie van Panama nieuw leven in te blazen. Sinds het midden van de twintigste eeuw werd deze bewering van Butler in twijfel getrokken. Hij schreef dit neer jaren na de feiten en hij zette zijn eigen rol altijd graag in de verf. Uit recent gevonden documenten bleek dat Butler en Lincoln elkaar wel degelijk hadden ontmoet op 11 april 1865, maar of er toen gesproken werd over Panama is niet bekend.

### Financiële transacties
Butler kwam nog meer in het kwaad daglicht te staan omtrent verschillende van zijn financiële transacties tijdens zijn verschillende commando’s. Ook werden er vragen gesteld rondom de rol van zijn broer Andrew die Butlers financiële proxy was en de vrije hand had in alle activiteiten toen ze in New Orleans de lakens uitdeelden. Toen Butler arriveerde in de stad begon hij onmiddellijk een lucratieve handel op poten te zetten. Zo stuurde hij een Noordelijk marineschip met een lading suiker ter waarde van 60.000 dollar naar Boston om het daar te verkopen aan 160.000 dollar. Toen zijn oversten hiervan op de hoogte werden gebracht, moest hij in het stof bijten. In de plaats van 100.000 dollar winst te krijgen, mocht hij enkel zijn investering van 60.000 dollar en de gemaakte kosten recupereren. Daarna werd zijn broer Andrew aangesteld voor de zakelijke transacties. Er werd geschat dat Andrew 1 tot 2 miljoen dollar had verdiend. Toen de minister van financiën Chase in oktober 1862 deze informatie natrok, had Andrew officieel slechts 200.000 dollar aangegeven. Toen Butler in New Orleans vervangen werd door generaal-majoor Nathaniel Banks probeerde Andrew Banks om te kopen met 100.000 dollar om zo zijn activiteiten te kunnen verderzetten.
Ook tijdens zijn bestuursperiode in Norfolk district werd Butler achtervolgd door financiële schandalen en dubieuze handelspraktijken. Vanuit zijn district werd een winstgevende handel met het Zuiden uitgevoerd door of gesteund door Butler. Dit bezorgde hemzelf, zijn familie en verschillende Noordelijke zakenmensen monsterwinsten. Het Zuiden kreeg zo de broodnodige inkomsten om hun oorlog te financieren.
Kort nadat Butler aankwam in Norfolk trok hij dubieuze zakenmensen aan als een magneet. Een van de meest notoire was brigadegeneraal  George Shepley die ook dienst had gedaan als militair gouverneur in Louisiana. Bulter had Shepley uitgenodigd om "het nodige te doen in Norfolk." Shepley kreeg de toestemming om toelatingen uit te vaardigen om goederen doorheen de vijandelijke linies te sturen. Zijn onderbevelhebber George Johnston werd aangesteld om alles in goede banen te leiden. In de herfst van 1864 werd Johnston beschuldigd van corruptie. Hij werd niet vervolgd en kon zonder problemen vertrekken. Hij wist te veel in verband met Butlers betrokkenheid. Enige tijd later zou Johnston een succesvolle handel oprichten in North Carolina die gericht was op handel met de vijandelijke linies. Butler stak geen vinger uit om Johnston tot de orde te reopen.
Een groot gedeelte van de handel in het Norfolk van Butler verliep via het kanaal van Dismal Swamp naar zes counties in North Carolina. Katoen was hierin een belangrijk product. De lokale boeren kochten balen aan bij de Zuidelijke overheid en trokken door de linies om deze te verkopen tegen huishoudartikelen. De Zuidelijken keerden terug met zout, suiker, baar geld en andere goederen. Het zout gebruikten ze om varkensvlees te pekelen die ze daarna verkochten aan het Zuidelijke leger. Toen de Atlantische havens van Charleston en Wilmington werden ingenomen door de Noordelijken werd deze landroute nog lucratiever. Via deze route werd per dag 5 ton aan bacon, suiker, koffie en kabeljauw geleverd aan het leger van Robert E. Lee. Ironisch genoeg probeerde Grant de aanvoerlijnen van Lee te verbreken, terwijl de grootste leverancier van het Zuidelijke leger een Noordelijke generaal was, namelijk Butler.
Toen Butler vervangen werd door generaal-majoor George H. Gordon was deze laatste geschokt door de handelspraktijken die hij in Norfolk aantrof. Er waren geruchten dat er dagelijks voor een waarde van 100.000 dollar aan goederen naar de Zuidelijken gestuurd werd. Gordon kreeg de opdracht om deze praktijken te onderzoeken. Hij schreef een 60 pagina’s tellend rapport waarin de praktijken van Butler en zijn kompanen aangeklaagd werd. Gordons rapport kreeg weinig aandacht omdat de oorlog ten einde liep en Lincoln kort daarna doodgeschoten werd.

## Verdere loopbaan na de oorlog
Op aandringen van zijn echtgenote zocht Butler een nieuwe politieke aanstelling in Lincolns regering. Dit zou abrupt stoppen door de moordaanslag op Lincoln in april 1865. Kort na zijn aanstelling vroeg de nieuwe president Andrew Johnson juridisch advies aan Butler om eventueel Robert E. Lee aan te klagen voor verraad. Hoewel Grant hem voorwaardelijk had vrijgelaten in Appomattox. Op 25 april 1865 schreef Butler een uitvoerig memorandum naar Johnson waarin stond dat hoewel Grant Lee voorwaardelijk had vrijgelaten, dit Lee niet beschermde tegen een inbeschuldigingstelling zoals verraad. Lee had het voorrecht van Grant gekregen om niet opgesloten te worden en van een gedeeltelijke vrijheid te genieten. Grant kon en mocht Lee geen amnestie verlenen.
In 1866 werd Butler  verkozen voor het Amerikaans congres met als thema’s burgerrechten en een sterke oppositie tegen reconstructiebeleid van president Andrew Johnson. Bulter was voorstander van een reeks populistische en sociale hervormingen zoals het stemrecht  voor vrouwen, de achturige werkdag voor federale ambtenaren en de uitgifte van extra Greenbackgeld.

### Lid van het congres

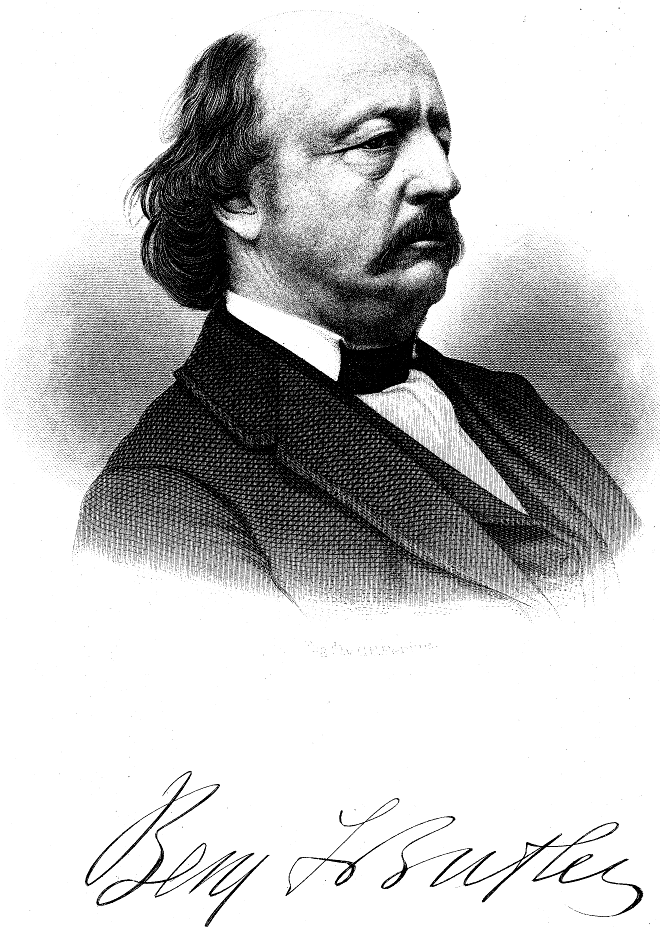
Benjamin Franklin Butler

Butler diende vier termijnen in het Amerikaanse congres tussen 1867 en 1875. En opnieuw in 1876 voor één termijn. Als een voormalige Democraat was Butler niet geliefd bij het Republikeinse establishment. Zijn steun voor vrouwenstemrecht en greenbacks werd hem niet in dank afgenomen. De conservatieve Republikeinse partij sloot meermaals de rangen om zijn nominatie voor gouverneur van Massachusetts te blokkeren (in 1871 en 1873. In 1874 slaagden hem vijandig gezinde Republikeinen onder leiding van Ebeneze Rockwoord Hoar om Bulters herverkiezing in het congres te verijdelen.

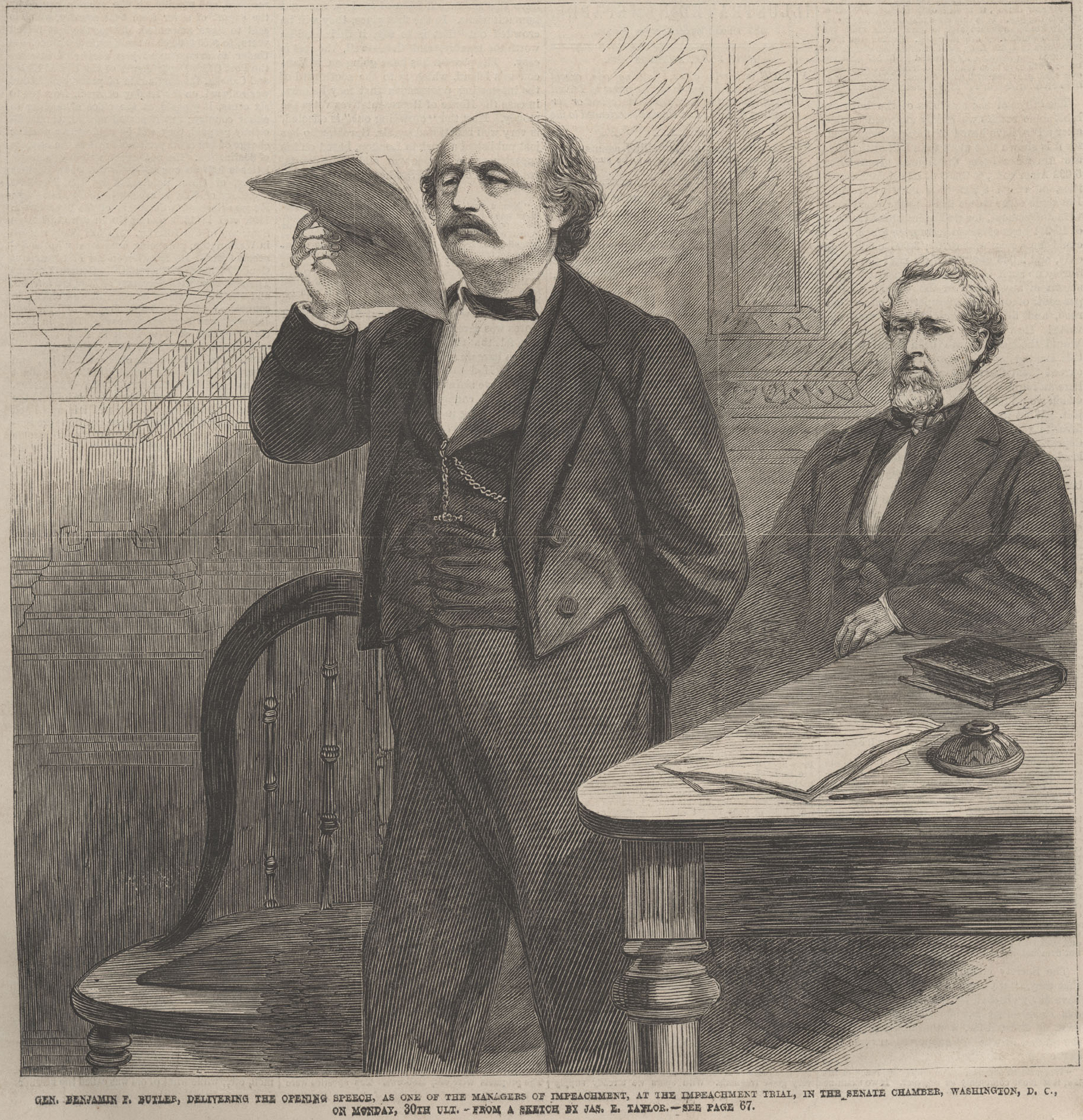
Afbeelding waarop Butler (links) zijn openingstoespraak houdt naar aanleiding van de impeachmentprocedure tegen president Andrew Johnson

In 1868 werd Butler aangeduid als een van de sprekers in de afzettingsprocedure tegen president Andrew Johnson in de senaat. Hoewel Thaddeus Stevens de drijvende kracht was achter de afzettingsprocedure, nam Butler de organisatie over omdat Stevens sukkelde met zijn gezondheid. De zaak werd aanhangig gemaakt nadat Johnson de minister van oorlog Edwin Stanton had ontslagen. Dit was in tegenspraak met de Tenure of Office Act (1867) waarbij een president niemand kon ontslaan zonder de goedkeuring van de senaat. Het was geen ijzersterke zaak omdat deze wet nog niet afgetoetst was aan de grondwet. Het proces was letterlijk en figuurlijk een ongemakkelijke affaire. Het weer was warm en vochtig en de hoorzittingen vonden plaats in een te kleine ruimte. De procedure werd uiteindelijk weggestemd met een verschil van één stem.

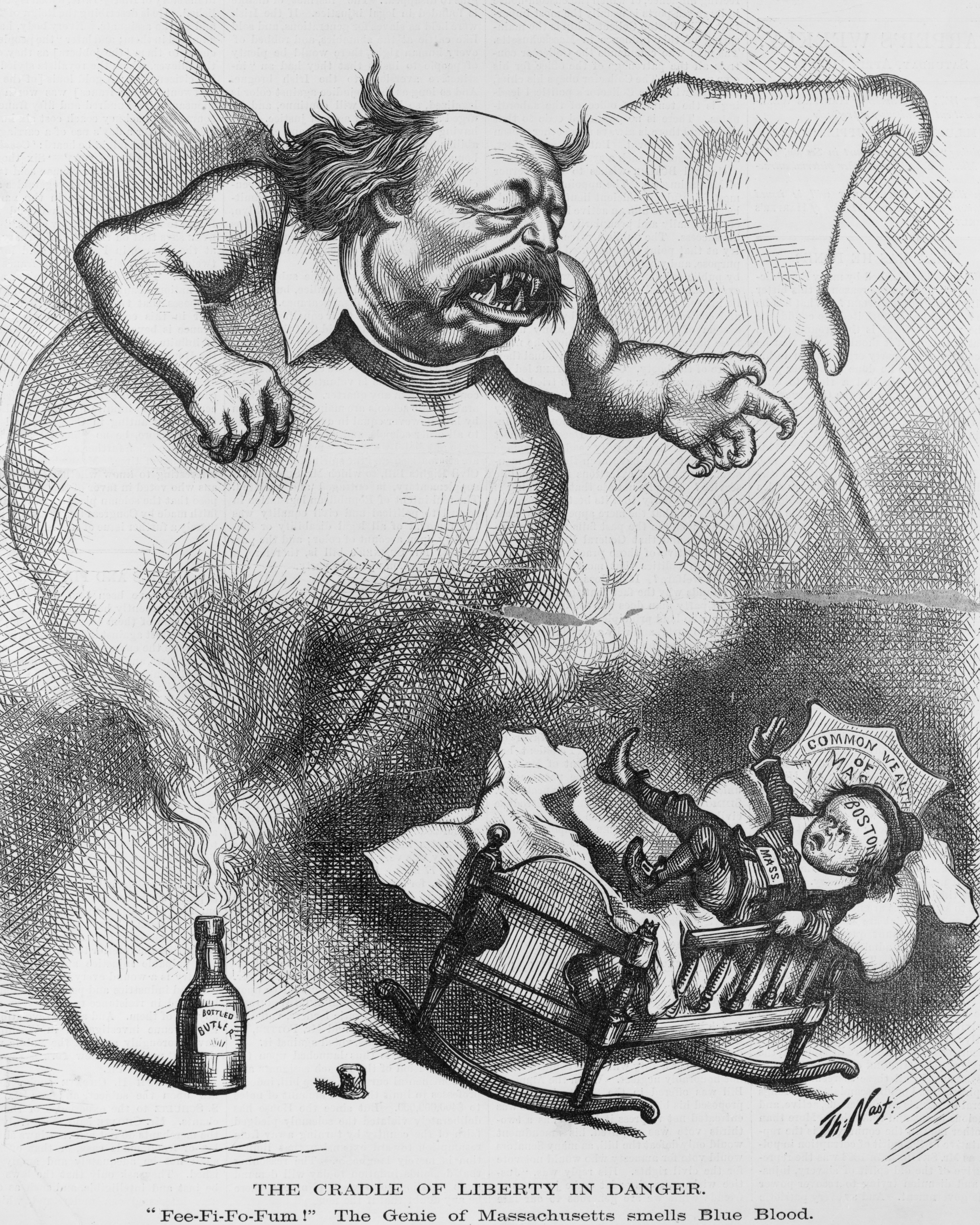
Een spotprent uit Harper's Weekly door Thomas Nast uit 1874 met de hulpeloze baby "Boston"

Butler schreef de eerste  versie van de Civil Rights Act of 1871 (ook gekend als de Ku Klux Klan wet). Nadat dit voorstel werd weggestemd, schreef de vertegenwoordiger uit Ohio Samuel Shellabarger, een nieuwe versie. Deze wet raakte wel vlot door beide kamers en werd een wet door Grants handtekening op 20 april 1871. Samen met de Republikeinse senator Charles Sumner stelde Butler de Civil Rights Act of 1875 voor. Dit was voor die tijd een verregaande wet om raciale discriminatie te verbieden in publieke ruimtes.  Het Hooggerechtshof van de Verenigde Staten schorste de wet in 1883.
Na de verkiezing van Ulysses S. Grant tot president van de Verenigde Staten werden de plooien gladgestreken met Butler. Butler streek tegen de haren in van de Republikeinen toen hij Grant kon overtuigen om een van zijn protégés te benoemen in het havenbedrijf van Boston.

### Zakenman en liefdadigheid
Het zakenimperium van Butler groeide sterk tijdens en kort na de Amerikaanse Burgeroorlog. Toen Butler overleed, werd zijn fortuin op 7 miljoen dollar geschat (nu ongeveer 210 miljoen dollar). Een groot deel van dit fortuin kwam uit New Orleans.  Ook zijn textielfabrieken in Lowell bleven het tijdens de oorlog goed doen. Ze verwerkten wol en werden dus niet gekortwiekt door een tekort aan katoen. Zijn fabrieken verkochten kledij en lakens aan het Noordelijke leger.  Butler investeerde in een granietgroeve in Cape Ann en in vrachtvervoer per boot op de Merrimack. Hij investeerde in vastgoed in Virginia, Colorado en in Neder-Californië. Maar dit had minder succes. Hij verloor geld door te investeren in een frauduleuze goudmijn in North Carolina. Hij was de stichter van de Wamesit Power Company en van de United States Cartridge Company.
Butler investeerde ook geld in goede doelen. Tijdens de oorlog kocht hij enkele in beslag genomen boerderijen op in Norfolk op. Hij bouwde deze boerderijen uit tot coöperatieven voor en door Afro-Amerikanen. Hij betaalde ook studiebeurzen voor Afro-Amerikanen aan de Phillips Andover Academy. Vijftien jaar lang nam hij verschillende functies op in de National Home for Disabled Volunteer Soldiers.
Zijn advocatenkantoor werd uitgebreid na de oorlog. Hij opende bijkantoren in  New York en Washington.

### Gouverneur van Massachusetts en een gooi naar het presidentschap
In 1878 probeerde Butler gouverneur van Massachusetts te worden. Ook in 1879 greep hij naast de functie. Omdat hij het gouverneurschap als een opstapje zag naar het presidentschap, stelde hij zich opnieuw kandidaat in 1882. In dat jaar werd hij met een verschil van 14.000 stemmen verkozen tot gouverneur.
Als gouverneur was Butler een voortrekker in het hervormen van de administratie ondanks de zware oppositie van de Republikeinen.  Hij stelde de eerste Iers-Amerikaans en Afro-Amerikaanse rechters aan zoals George Lewis Ruffin en de eerste vrouw, Clara Barton, in een belangrijke bestuurlijke functie. Hij stelde de problemen binnen het bestuur van het Tewksbury Hospital aan de kaak. Een instelling die reeds lang in Republikeinse handen was. Het was de gewoonte dat gouverneurs een eretitel ontvingen van Harvard-Universiteit, maar de raad van bestuur onder leiding van Ebenezer Hoar stak daar een stokje voor in Butlers geval.
Toen Butler zich in 1883 opnieuw verkiesbaar stelde voor het gouverneurschap kreeg hij opnieuw zware concurrentie. Iedereen wist dat Butler president wou worden. Daarom werd er veel geld ingezet door de Republikeinen onder leiding van Ebenezer en George Frisbie Hoar om Butler te dwarsbomen. Zijn concurrent  was George D. Robinson. Butler werd verslagen met een marge van 10.000 stemmen. 
In 1884 deed Butler een gooi naar het presidentschap. Hij slaagde er evenwel niet in om genomineerd te worden voor de Democratische partij. Grover Cleveland werd afgevaardigd bij de Democraten. Cleveland weigerde Butlers hulp in de verder verkiezingen. Daarom stelde Butler zich kandidaat in de algemene verkiezingen. Ook deze poging mislukte jammerlijk.

## Latere jaren en overlijden

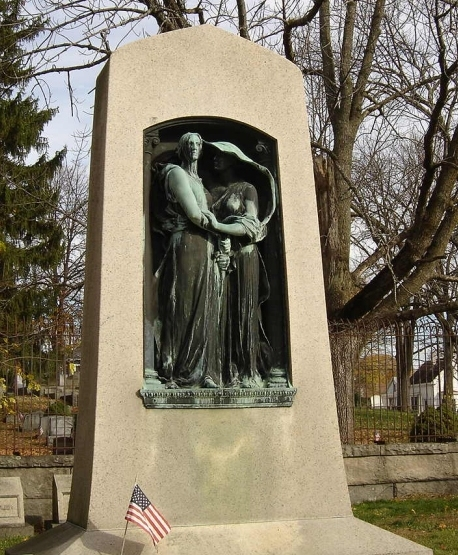
Butlers gedenkteken in de Hildreth family cemetery in Lowell, Massachusetts

In zijn laatste levensjaren werkte Butler aan zijn autobiografie, Butler's Book, die werd gepubliceerd in 1892. Tussen 1866 en 1879 was hij de voorzitter van de National Home for Disabled Volunteer Soldiers.
Butler overleed op 11 januari 1893 aan de gevolgen van een Bronchitis. Hij werd bijgezet in het familiegraf van zijn vrouw net achter Hildreth Cemetery in Lowell. De inscriptie op zijn graf luidt als volgt: "the true touchstone of civil liberty is not that all men are equal but that every man has the right to be the equal of every other man—if he can."
Zijn dochter Blanche huwde Adelbert Ames, een gouverneur en senator uit Mississippi en generaal tijdens de Amerikaanse Burgeroorlog. Enkele van zijn bekendere afstammelingen zijn de wetenschapper Adelbert Ames, Jr., vrouwenrechtenactiviste en artieste Blanche Ames Ames, Butler Ames, Hope Butler en George Plimpton.